# Control Sí/No
Los controladores «sí/no», también llamados de «encendido/apagado» o «todo/nada», son los sistemas de control más básicos. Estos envían una señal de activación («sí», «encendido» o «1») cuando la señal de entrada es menor que un nivel de referencia (definido previamente), y desactivan la señal de salida («no», «apagado» o «0») cuando la señal de entrada es mayor que la señal de referencia.
Los controladores «sí/no» son utilizados en termostatos de aire acondicionado. Estos activan el aire frío («sí») cuando la temperatura es mayor que la de referencia (la de preferencia del usuario) y lo desactivan («no») cuando la temperatura ya es menor (o igual) que la de referencia.
- Datos: Q1432859